# Monkton (Vermont)
Monkton es un pueblo ubicado en el condado de Addison en el estado estadounidense de Vermont. En el año 2010 tenía una población de 1980 habitantes y una densidad poblacional de 21,11 personas por km².

## Geografía
Monkton se encuentra ubicado en las coordenadas 44°13′12″N 73°7′32″O / 44.22000, -73.12556.

## Demografía
Según la Oficina del Censo en 2000 los ingresos medios por hogar en la localidad eran de $53,807 y los ingresos medios por familia eran $58,611. Los hombres tenían unos ingresos medios de $38,424 frente a los $27,179 para las mujeres. La renta per cápita para la localidad era de $22,256. Alrededor del 3.6% de la población estaban por debajo del umbral de pobreza.